# Valpiana - Valmorel (Aree palustri)
Valpiana - Valmorel (Aree palustri) este o arie protejată (arie specială de conservare — SAC, sit de importanță comunitară — SCI) din Italia întinsă pe o suprafață de 126 ha, integral pe uscat.

## Localizare
Centrul sitului Valpiana - Valmorel (Aree palustri) este situat la coordonatele 46°04′28″N 12°13′38″E / 46.074444°N 12.227222°E.

## Înființare
Situl Valpiana - Valmorel (Aree palustri) a fost declarat sit de importanță comunitară în decembrie 2003 pentru a proteja 15 specii de animale. Situl a fost protejat și ca arie specială de conservare în iulie 2018.

## Biodiversitate
Situată în ecoregiunea alpină, aria protejată conține 4 habitate naturale: Mlaștini alcaline, Pajiști uscate seminaturale și facies de acoperire cu tufișuri pe substraturi calcaroase (Festuco-Brometalia) (* situri importante pentru orhidee), Pajiști cu Molinia pe soluri calcaroase, turboase sau argilos-nămoloase (Molinion caeruleae), Păduri ilirice de Fagus sylvatica (Aremonio-Fagion).
La baza desemnării sitului se află mai multe specii protejate:
- păsări (13): ciuf-de-pădure (Asio otus), șorecarul comun (Buteo buteo), prepeliță (Coturnix coturnix), cristeiul de câmp (Crex crex), presură galbenă (Emberiza citrinella), vânturel roșu (Falco tinnunculus), sfrâncioc roșiatic (Lanius collurio), ciocănitoarea verde (Picus viridis), mugurarul (Pyrrhula pyrrhula), mărăcinar negru (Saxicola torquatus), sturzul viilor (Turdus iliacus), sturz (Turdus pilaris), mierlă gulerată (Turdus torquatus)
- amfibieni (2): izvoraș-cu-burta-galbenă (Bombina variegata), Triturus carnifex

Pe lângă speciile protejate, pe teritoriul sitului au mai fost identificate 13 specii de plante, 5 specii de amfibieni, 8 specii de mamifere, 5 specii de reptile.